# Украденные драгоценности
«Украденные драгоценности» (англ. The Stolen Jools) — американская короткометражная чёрно-белая кинокомедия 1931 года.

## О фильме
В фильме появились камео много известных актёров того времени, так как он был благотворительным: все собранные деньги были отправлены на счёт Национального туберкулёзного санатория артистов варьете, а сами актёры не получили за эту ленту гонорара. Спонсором съёмок выступил производитель сигарет Chesterfield. После каждого сеанса, которые были бесплатными, на сцену выходил специальный человек, который просил у зрителей пожертвовать небольшую сумму на благотворительность. Премьера ленты состоялась в США 4 апреля 1931 года, в Великобритании — в сентябре 1932 года под названием «Скользкие жемчужины» (англ. The Slippery Pearls). Долгое время фильм считался утраченным, пока одна его копия не была обнаружена в Великобритании в 1990-х годах, а чуть позднее ещё одна копия нашлась в США. Впервые на DVD картина вышла в 2007 году в Нидерландах.

## Сюжет
На «Ежегодном балу звёзд экрана» в Голливуде у актрисы Нормы Ширер украли её драгоценности. Инспектор Кейн расследует это дело, допрашивая многочисленных «звёзд», прибывших на торжество.

## В ролях
- Эдди Кейн[англ.] — камео, инспектор Кейн
- Норма Ширер — камео
- Стэн Лорел — полицейский
- Оливер Харди[2] — полицейский-водитель
- Уоллес Бири — сержант полиции
- Бастер Китон — полицейский
- Джек Хилл[англ.] — полицейский
- Джозеф Макдональд — полицейский
- Эдвард Робинсон — гангстер
- Джордж Э. Стоун — гангстер
- Пострелята: Аллен Хоскинс[англ.] (Фарина), Мэттью Берд[англ.] (Стайми), Норман Чейни[англ.] (Толстяк), Мэри Энн Джексон, Ширли Рикерт[англ.], Дороти ДеБорба[англ.] (Эхо), Бобби Хатчинс[англ.] (Уизер), щенок Пит[англ.] — все камео
- Полли Моран — служанка Нормы Ширер
- Хедда Хоппер — камео, подруга Нормы Ширер
- Джоан Кроуфорд — камео
- Уильям Хейнс — камео, Билл Хейнс
- Дороти Ли — девушка, дающая автограф
- Виктор Маклаглен — сержант Флэгг[3]
- Эдмунд Лоу — сержант Куирт
- Эл Брендел[англ.] — официант-швед
- Чарльз Мюррей — Келли
- Винни Лайтнер[англ.] — камео, Винни
- Фифи Д’Орсей — камео
- Уорнер Бакстер — англ. The Cisco Kid[4]
- Айрин Данн — камео
- Берт Уилер[англ.] — камео
- Роберт Вулси[англ.] — камео
- Ричард Дикс — камео
- Клаудиа Делл[англ.] — камео
- Лоуэлл Шерман — кинорежиссёр
- Юджин Паллетт — репортёр
- Стюарт Эрвин — репортёр
- Ричард Галлахер[англ.] — репортёр
- Гэри Купер — редактор газеты
- Винн Гибсон[англ.] — репортёр
- Чарльз Роджерс — камео, «Приятель» Роджерс
- Морис Шевалье — камео
- Дуглас Фэрбенкс-младший — камео
- Лоретта Янг — камео
- Ричард Бартелмесс — камео
- Чарльз Баттерворт — человек, утверждающий, что он — Луи Фразенда
- Бен Лайон — камео
- Биби Даниелс — миссис Лайон, его жена
- Фрэнк Фэй[англ.] — камео
- Барбара Стэнвик — миссис Фэй, его жена
- Джек Оуки — камео
- Фэй Рэй — камео
- Джордж Хейс — киномеханик
- Мици Грин — камео, малышка Мици, распутавшая дело
- Джо Браун[англ.] — подозреваемый в краже
- Роберт Эймс[англ.] — камео (в титрах не указан)
- Берт Лителл[англ.] — камео (в титрах не указан)

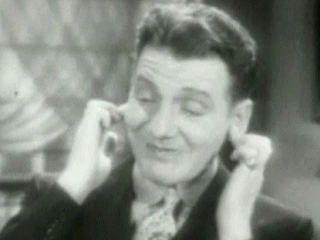
Фрэнк Фэй[англ.] в «Украденных драгоценностях»
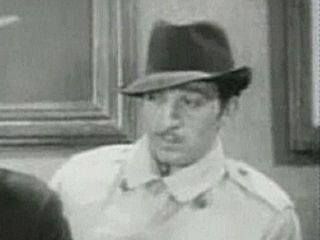
Джордж Э. Стоун в «Украденных драгоценностях»